# Hammouda Pacha
Ne doit pas être confondu avec Hammouda Pacha Bey.
Hammouda Pacha, nom francisé de Abou-Mohammed Hammouda Pacha (arabe : أبو محمد حمودة باشا), né le 9 décembre 1759 et mort le 15 septembre 1814, au palais du Bardo, est bey de Tunis de la dynastie des Husseinites de 1782 à sa mort.
Son père Ali II l'associe rapidement au pouvoir en vue d'en faire son héritier alors que le fils de Mohamed Rachid Bey, le prince Mahmoud, prétendait assurer la succession. Il s'entoure de ses deux tuteurs qui vont se révéler être de fidèles et compétents ministres : Hammouda Ben Abdelaziz et surtout Moustapha Khodja qui devient son principal ministre durant 18 ans. Face à la maladie de son père, Hammouda prend les commandes du pays dès le 9 février 1777 mais ne lui succède officiellement sur le trône qu'à la mort de celui-ci le 26 mai 1782.

## Biographie

### Contexte tumultueux

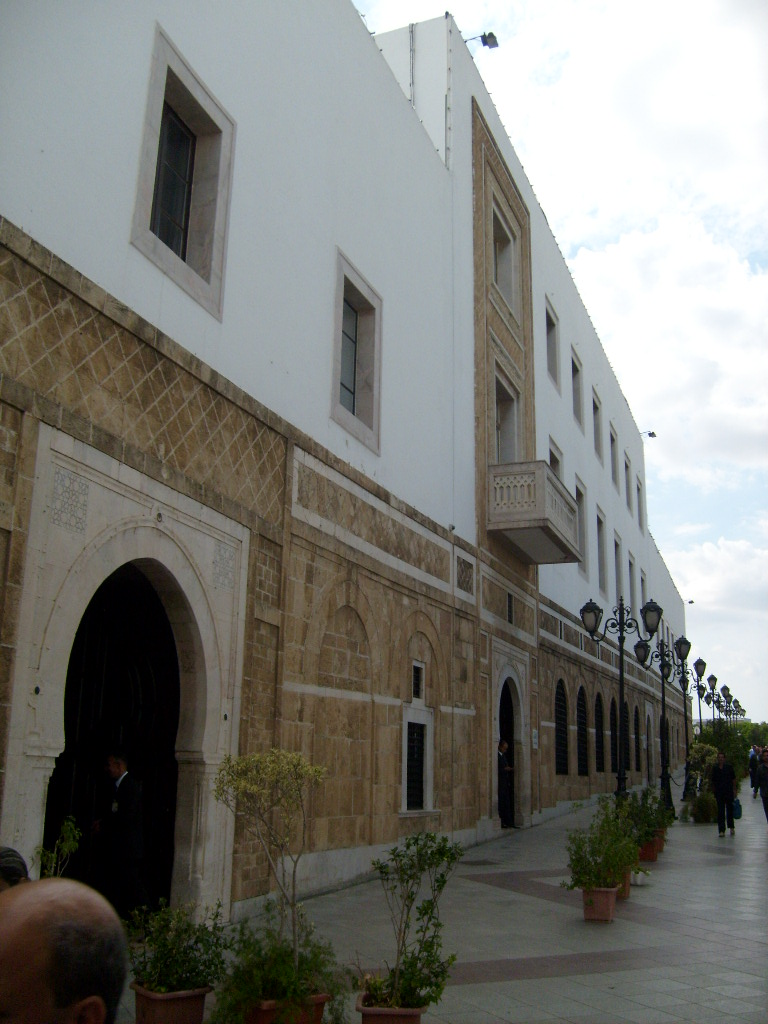
Dar El Bey, actuel siège du Premier ministère.

Son long règne embrasse une période troublée en Méditerranée à la suite des guerres de la Révolution française et de l'Empire napoléonien qui mettent aux prises Français et Britanniques, alliés du sultan ottoman dont la souveraineté nominale s'étend sur les provinces d'Afrique du Nord et d'Égypte. En guerre avec la république de Venise, de 1784 à 1792, puis avec les Algériens, ce souverain fait renforcer le système défensif de Tunis : les remparts et les forts de la médina sont réparés ainsi que la kasbah. Sur les plans et sous la direction de l'ingénieur néerlandais Homberg, les faubourgs de Bab Souika et Bab El Jazira sont entourés d'une muraille en matériaux légers mais protégés à chaque porte par un bastion. Hammouda Pacha augmente les effectifs de la garnison de Tunis et fait construire plusieurs casernes dans la médina elle-même : les casernes d'El Attarine, devenue par la suite bibliothèque nationale, de la rue de l'Église, devenue par la suite la direction des habous, de Sidi Ali Azouz, devenue par la suite un orphelinat, de Sidi Ali Ben Zayed, devenue par la suite l'hôpital Sadiki, ainsi qu'une fonderie à El Haficiya.
Enfin, il fait également construire le Borj El Kebir de La Manouba qui sert par la suite de caserne d'artillerie. Les armées tunisiennes, régiments de soldats turcs et auxiliaires de cavalerie tribale avec à leur tête le ministre Moustapha Khodja, remportent une grande victoire sur la milice turque de Tripoli en 1795. Hammouda Pacha parvient à restaurer la dynastie alliée des Karamanli en la personne d'Ahmad II Bey Karamanli, chassé du pouvoir trois ans auparavant. En 1807, il renouvelle l'exploit contre les armées du dey d'Alger à Slata (près de Tajerouine), sans parvenir toutefois à rétablir Mustapha Engliz Bey qui lui est favorable à Constantine.
Grand constructeur, Hammouda fait également édifier la plus grande partie de l'actuel Dar El Bey, en particulier les salles d'apparat, et le souk qui longe le côté oriental de ce palais. Son grand vizir, Youssef Saheb Ettabaâ, fait élever la mosquée hanéfite de la place Halfaouine dont le minaret est resté inachevé parce que, dit-on, le souverain qui aurait pris l'initiative de le terminer serait mort dans l'année. C'est pour la même raison que Dar El Bey ne fut jamais achevée par les successeurs de Hammouda (ce n'est qu'en 1953 que fut achevé la construction des bureaux administratifs du rez-de-chaussée et du premier étage).

### Menace des janissaires
Hammouda augmente également les effectifs de la milice turque qui sont portés à 9 000 hommes pour répondre à ses multiples projets militaires contre les deys d'Alger aussi bien que pour rétablir la dynastie des Karamanli dans la régence de Tripoli. Cela n'est pas sans danger pour la dynastie au vu de la turbulence habituelle des janissaires. C'est pourquoi le souverain juge nécessaire de s'entourer d'une garde de mamelouks, esclaves d'origine chrétienne convertis à l'islam et élevés à la cour. Ceux-ci parviennent ordinairement aux plus hauts emplois, lesquels sont jusqu'alors réservés aux Turcs. De plus, le souverain fait de plus en plus appel aux régiments de cavalerie tribale, ce qui suscite de nouveaux mécontentements chez les janissaires. Vexés du nouvel état des choses qui s'instaure à leur détriment, les officiers supérieurs de la milice fomentent un complot contre le souverain.
Le 30 août 1811, ils réussissent à s'emparer de la kasbah en vue de former un nouveau gouvernement mais les habitants de Tunis alertent aussitôt le palais du Bardo. Le bey donne l'ordre aux mamelouks et aux janissaires restés fidèles à sa personne de se porter sous les murs de la kasbah et de faire le siège de la citadelle.
Les Tunisois, qui ont ordinairement à se plaindre de l'insolence des soldats, prêtent main-forte aux troupes loyalistes et les rebelles de la kasbah se rendent compte que la prolongation de la lutte conduirait à leur perte. Ils se divisent alors en trois groupes, dont l'un s'évade de nuit dans la campagne, le second se laisse glisser du haut de la muraille pour aller se cacher dans la médina tandis que le troisième groupe rend les armes et ouvre les portes de la citadelle ; la plupart des révoltés sont alors exécutés.

### Mort suspecte
Hammouda Pacha décède subitement dans la salle de justice du palais du Bardo : il se trouve assis sur un divan, au fond de la salle de justice dite Beït El Bacha, entouré de tous les membres de sa famille et d'une grande partie des fonctionnaires de l'État lorsque, sur sa demande, une pipe et une tasse de café lui sont apportées. À peine a-t-il humé une première bouffée de tabac et avalé une première gorgée de café que, saisi d'un étourdissement et d'un tremblement nerveux, il perd connaissance. Tous les secours sont impuissants à ranimer le prince qui meurt presque aussitôt. Le corps est alors transporté en toute hâte dans ses appartements privés.
Plusieurs versions sont données sur cette mort subite. Selon les uns, le prince succomba à une attaque d'apoplexie foudroyante alors que d'autres, se disant mieux informés, évoquent un empoisonnement par la tasse de café dans laquelle on aurait versé du sublimé corrosif ou par la tabatière de son secrétaire des commandements depuis 1800, Mariano Stinca, dont le tabac aurait été mélangé avec un toxique violent. Cette dernière version obtient beaucoup de crédit car l'opinion publique prêtait au grand vizir Youssef Saheb Ettabaâ, en apparence ami et protecteur de Stinca, des projets d'attentat contre la vie de son souverain dans le but d'usurper son pouvoir. Sahab Ettabaâ accuse alors Stinca, ancien esclave napolitain, devenu favori du bey et ayant acquis une belle fortune, d'avoir agi avec la complicité du médecin renégat Mendici. Les deux hommes sont exécutés à la fin de l'année 1814 sur ordre de son frère et successeur, Osman Bey.